# القصف الحارق

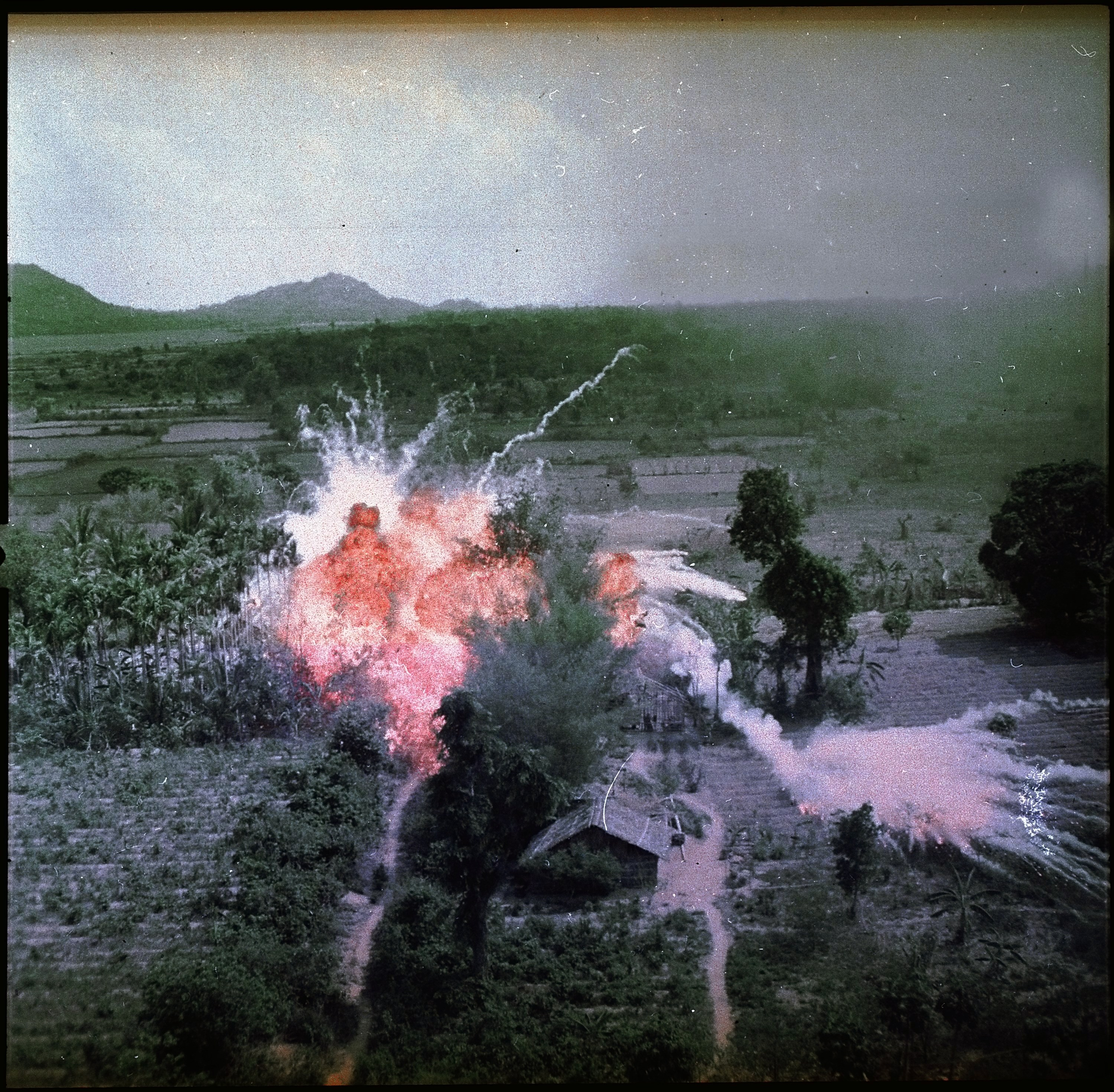
طائرة أمريكية تلقي النابالم على مواقع الفيت كونغ في عام 1965م.

القصف الحارق أو القصف بالقنابل الحارقة هو تقنية قصف مصممة لإلحاق الضرر بهدف عادتًا ما يكون منطقة حضرية، باستخدام النار الناجمة عن قنبلة حارقة، وليس من تأثير انفجار القنبلة. في الاستخدام الشعبي، غالبًا ما يوصف أي فعل يتم فيه استخدام جهاز حارق لبدء حريق بأنه «قصف ناري».
على الرغم من أن القنابل الحارقة البسيطة قد استُخدمت لتدمير المباني منذ بداية حرب البارود، إلا أن الحرب العالمية الأولى شهدت أول استخدام للقصف الاستراتيجي من الجو لتدمير معنويات واقتصاد العدو، مثل الغارات الجوية التي شنتها مناطيد زيبلين الألمانية على لندن. تعرضت العاصمة الصينية تشونغتشينغ في زمن الحرب لقصف بالقنابل الحارقة من قبل القوات الإمبراطورية اليابانية بدءًا من أوائل عام 1939 أثناء الحرب الصينية اليابانية الثانية. لندن، وكوفنتري ، والعديد من المدن البريطانية الأخرى تعرضت لقصف بالقنابل الحارقة من قبل ألمانيا النازية أثناء الغارات الجوية. تعرضت أغلب المدن الألمانية الكبرى لقصف مكثف بالقنابل الحارقة ابتداءً من عام 1942، كما تعرضت كل المدن اليابانية الكبرى تقريبًا للقصف بقنابل حارقة خلال الأشهر الستة الأخيرة من الحرب العالمية الثانية.
تعتمد هذه التقنية على استخدام قنابل حارقة صغيرة يمكن إطلاقها بواسطة قنبلة عنقودية، مثل سلة خبز المولوتوف.  إذا اشتعلت النيران، فمن الممكن أن تنتشر إلى المباني المجاورة التي لم تتأثر إلى حد كبير بقنبلة شديدة الانفجار. وهذا يعتبر استخدامًا أكثر فعالية للحمولة التي تستطيع القاذفة حملها.

## التكتيكات

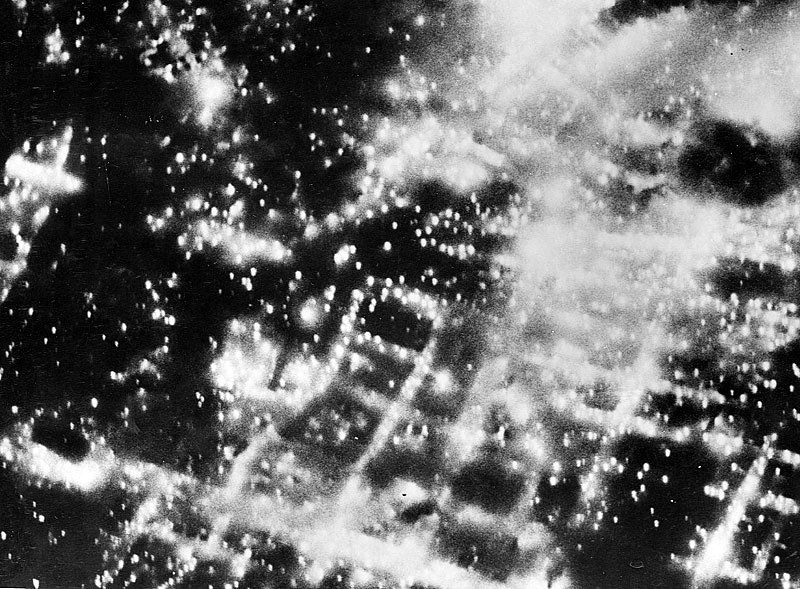
قصف بالقنابل الحارقة في براونشفايغ، ألمانيا، 15 أكتوبر 1944

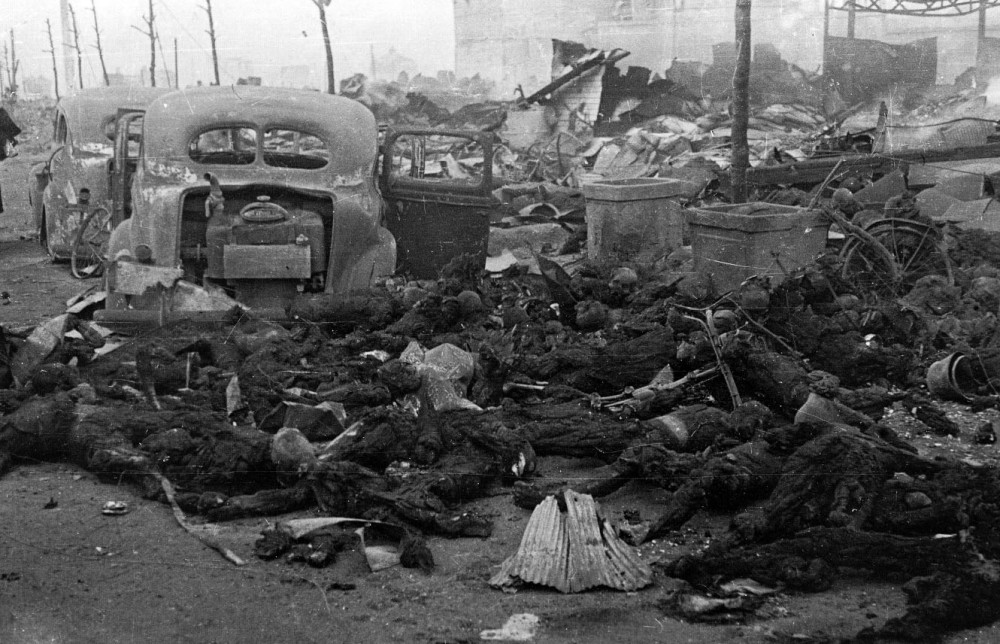
بقايا متفحمة لمدنيين يابانيين بعد قصف طوكيو من قِبل سلاح الجو الأمريكي.

في بداية الحرب العالمية الثانية تعرضت العديد من المدن البريطانية للقصف بالقنابل الحارقة. كانت الغارتان اللتان تستحقان الاهتمام بشكل خاص هما غارة كوفنتري في 14 نوفمبر 1940، والغارة على لندن في ليلة 29 ديسمبر/كانون الأول و30 ديسمبر/كانون الأول 1940، والتي كانت الغارة الأكثر تدميراً على لندن خلال الحرب، حيث كان معظم الدمار ناجماً عن الحرائق التي بدأت بالقنابل الحارقة. خلال غارات كوفنتري، ابتكر الألمان العديد من الابتكارات التي أثرت على جميع الغارات الاستراتيجية المستقبلية للقاذفات خلال الحرب.  كانت هذه الأساليب هي: استخدام طائرات استطلاع مزودة بمساعدات إلكترونية للملاحة، وتحديد الأهداف قبل الغارة الجوية الرئيسية؛ واستخدام القنابل شديدة الانفجار والألغام الجوية إلى جانب آلاف القنابل الحارقة التي كان الهدف منها إشعال النار في المدينة. وألقت الموجة الأولى من القاذفات التالية قنابل شديدة الانفجار، وكان القصد منها تدمير المرافق العامة (إمدادات المياه، وشبكة الكهرباء، وخطوط الغاز)، وإحداث حفر في الطريق ــ مما جعل من الصعب على سيارات الإطفاء الوصول إلى الحرائق التي أشعلتها موجات القاذفات المتعاقبة. وألقت الموجات التالية مزيجًا من القنابل شديدة الانفجار والقنابل الحارقة. كان هناك نوعان من القنابل الحارقة: تلك المصنوعة من مسحوق المغنيسيوم والحديد، وتلك المصنوعة من البترول. لم تكن القنابل شديدة الانفجار والألغام الجوية الأكبر مصممة لإعاقة رجال الإطفاء في كوفنتري فحسب، بل كانت تهدف أيضًا إلى إتلاف الأسطح، مما يجعل من السهل على القنابل الحارقة السقوط في المباني وإشعالها. كما كتب السير آرثر هاريس، قائد قيادة قاذفات سلاح الجو الملكي البريطاني.
قامت القوات الجوية للجيش الأمريكي (USAAF) رسميًا بقصف أهداف دقيقة فوق أوروبا فقط، ولكن على سبيل المثال، عندما قصفت 316 قاذفة B-17 مدينة دريسدن في غارة لاحقة في حوالي ظهر يوم 14 فبراير 1945، قامت الموجات اللاحقة بالقصف باستخدام رادار H2X للاستهداف بسبب السحب. كان مزيج القنابل التي سيتم استخدامها في غارة دريسدن يتكون من حوالي 40% من القنابل الحارقة، وهو أقرب كثيرًا إلى مزيج القنابل المدمرة التي يستخدمها سلاح الجو الملكي البريطاني لتدمير المدن من حمولة القنابل التي يستخدمها الأمريكيون عادةً في القصف الدقيق. كان هذا مزيجًا شائعًا جدًا عندما توقعت القوات الجوية الأمريكية ظروفًا غائمة فوق الهدف.
في هجماتها على اليابان، تخلت القوات الجوية الأمريكية عن أسلوب "القصف الدقيق" الذي استخدمته في أوروبا من قبل واعتمدت سياسة القصف المشبع/البساطي، باستخدام المواد الحارقة لحرق المدن التي تسيطر عليها اليابان بما في ذلك ووهان، والمدن اليابانية.  وقد تم استخدام هذه التكتيكات لتأثير مدمر حيث أدت إلى إحراق العديد من المناطق الحضرية. كانت أول غارة حارقة بواسطة قاذفات بي-29 سوبرفورتريس ضد مدينة كوبي في 4 فبراير 1945، حيث وصلت 69 قاذفة بي-29 فوق المدينة على ارتفاع يتراوح بين 24,500 إلى 27,000 قدم (7,500 إلى 8,200 م) ، حيث أسقطت 152 طنًا من المواد الحارقة و14 طنًا من القنابل المتشظية لتدمير حوالي 57.4 فدان (241,000 م2) . كانت المهمة التالية عبارة عن غارة حارقة أخرى على ارتفاعات عالية في وضح النهار ضد طوكيو في 25 فبراير عندما دمرت 172 طائرة B-29 حوالي 643 فدان (2,700,000 م2) من المدينة المغطاة بالثلوج، وأسقطت 453.7 طنًا من القنابل الحارقة في الغالب مع بعض القنابل المتشظية.  بالتحول إلى تكتيكات ليلية منخفضة الارتفاع لتركيز الضرر الناجم عن النيران مع تقليل فعالية دفاعات المقاتلات والمدفعية، قامت غارة عملية Meetinghouse  التي نفذتها 279 طائرة B-29 بمداهمة طوكيو مرة أخرى في ليلة 9/10 مارس، وأسقطت 1,665 طنًا من المواد الحارقة من ارتفاعات تتراوح بين 5,000 إلى 9,000 قدم (1,500 إلى 2,700 م) ، في الغالب باستخدام 230 كغ قنبلة عنقودية من طراز E-46 أطلقت 38 قنبلة حارقة زيتية من طراز M-69 على ارتفاع 760 م. تم إسقاط عدد أقل من القنابل الحارقة من طراز M-47: كانت القنبلة M-47 تزن 45 كغ قنبلة هلامية من البنزين والفوسفور الأبيض تشتعل عند الاصطدام. في أول ساعتين من الغارة، قامت 226 من الطائرات المهاجمة أو 81% منها بإلقاء قنابلها لإغراق دفاعات المدينة المدنية. أول من وصل أسقط قنابل على شكل حرف X كبير في منطقة الطبقة العاملة في طوكيو بالقرب من الأرصفة؛ وفي وقت لاحق استهدفت الطائرات المناطق القريبة من حرف X المشتعل. حوالي 15.8 ميل مربع (4,090 ها) تم تدميره من المدينة، ويقدر عدد من لقوا حتفهم في الحريق الناتج عن ذلك بنحو 100 ألف شخص، وهو عدد أكبر من عدد الوفيات المباشرة الناجمة عن القصف الذري لهيروشيما وناجازاكي.  بعد هذه الغارة، واصلت القوات الجوية الأمريكية شن غارات حارقة على ارتفاعات منخفضة ضد المدن اليابانية، مما أدى إلى تدمير ما معدله 40% من المساحة المبنية في 64 من أكبر المدن. 